# 布拖県
布拖県（ふとう-けん、四川彝語: ꀭꄮꑤ）は中華人民共和国四川省涼山イ族自治州西南部に位置する県。

## 行政区画
- 鎮:特木里鎮、竜潭鎮、拖覚鎮、九都鎮、楽安鎮、俄里坪鎮、地洛鎮、牛角湾鎮
- 郷:補爾郷、拉果郷、委只洛郷、基只郷

## 健康・医療・衛生
- 布拖県人民医院